# Opus No. 1
Opus No. 1 può riferirsi ad almeno due pezzi di musica completamente differenti. Si tratta del pezzo di Sy Oliver del 1943, ma anche del titolo della musica delle chiamate in attesa per i sistemi telefonici Cisco composta da Tim Carleton e Darrick Deel. Quest’ultima si compone di diversi brani.

## Versione del 1943
"Opus No. 1" è una canzone popolare, composta nel 1943 da Sy Oliver, con testi di Sid Garris. Il motivo è spesso intitolato "Opus One" o "Opus # 1". È diventata una canzone standard nel repertorio swing, jazz e big band. La canzone è stata un grande successo per la Tommy Dorsey Orchestra nel 1944.

## Versione del 1989
La versione del 1989 non è mai stata inserita nella Top 40 Americana o diffusa nelle radio internazionali, eppure è ascoltata in tutto il mondo da centinaia di migliaia di persone utilizzatrici dei telefoni Cisco, che vengono messe in attesa ogni giorno.